# Christian Mbama
Dominique Christian Mbama Nkounkou (ur. 3 października 1954) – kongijski piłkarz grający na pozycji pomocnika. W swojej karierze rozegrał 25 meczów i strzelił 2 gole w reprezentacji Konga.

## Kariera reprezentacyjna
W reprezentacji Konga Mbama zadebiutował w 1976 roku. W 1978 roku powołano go do kadry na Puchar Narodów Afryki 1978. W nim rozegrał trzy mecze grupowe: z Ugandą (1:3), z Marokiem (0:1) i z Tunezją (0:0). W kadrze narodowej grał do 1985 roku. Wystąpił w niej 25 razy i strzelił 2 gole.